# 松濤アクターズギムナジウム
松濤アクターズギムナジウム（しょうとうアクターズギムナジウム）とは声優養成所である。直結の声優事務所としてレオパード・スティールがある。

## 概要
声優事務所直結の養成所で、以前は東京都の他に大阪府、福岡県でも養成所を開講していた。
ケッケコーポレーション代表である難波圭一が声優部の主任講師を務めていたが、2009年末を持って退任。難波の妻で声優の荘真由美が2011年から主任講師となった。
その後2014年7月1日より松濤アクターズギムナジウムの直結の声優事務所としてレオパード・スティールを設立。

## 所在地
- 〒167-0043　東京都杉並区上荻2-4-12

## 松濤アクターズギムナジウム出身の声優・俳優
- 声優部出身
  - サエキトモ - 声優部1期生
  - 木村亜希子 - 声優部2期生
  - ちふゆ - 声優部3期生
  - 大本命 - 声優部4期生
  - 川原慶久 - 声優部5期生
  - 楠田敏之 - 声優部6期生
  - 大原めぐみ - 声優部8期生
  - 大室佳奈 - 声優部11期生
  - 武石あゆ実 - 声優部11期生
  - 寿美菜子 - 声優部13期ミュージックレイン特別クラス[1]
  - 高垣彩陽 - 声優部13期ミュージックレイン特別クラス[1]
  - 戸松遥 - 声優部13期ミュージックレイン特別クラス[1]
  - 豊崎愛生 - 声優部13期ミュージックレイン特別クラス[1]
  - 下釜千昌 - 声優部13期生
  - 楠浩子 - 声優部15期生
  - 稲葉さゆり - 声優部16期生
  - 荒川ちか - 声優部18期生
  - 鳴海杏子 - 声優部18期生
- 俳優部
  - 菊川怜
  - 氏家恵 - 俳優部5期生
  - 川崎誠司 - 俳優部7期生。現在は宮川誠司で活動中
- 出身コース不明
  - 瀬來至寿子
  - 桜川博子
  - 小田久史
  - 木川絵理子
  - 桐生かえみ
  - 黒川英和
  - 野田真代
  - 島田友樹
  - 鈴木菜穂子
  - 高口幸子
  - 前田みれゐ
  - 徳光由禾 - 第1期生
  - 日向とめ吉